# Girls with Guns (album)
Girls with Guns è il primo album solista di Tommy Shaw, pubblicato nel 1984 per l'etichetta discografica A&M Records.

## Tracce
1. "Girls with Guns"  – 3:11
2. "Come In and Explain"  – 4:20
3. "Lonely School"  – 5:03
4. "Heads Up" (Tommy Shaw, Eddie Wohlford, Kenny Loggins)  – 4:42
5. "Kiss Me Hello"  – 5:37 [vinyl]; 7:47 [CD/cassette extended version]
6. "Fading Away"  – 4:03
7. "Little Girl World"  – 3:32
8. "Outside in the Rain"  – 4:32 [vinyl]; 5:59 [CD/cassette extended version]
9. "Free to Love You" (Shaw, Wohlford)  – 4:49
10. "The Race Is On" (Shaw, Wohlford)  – 5:27

## Formazione
- Tommy Shaw - voce, chitarra
- Steve Holley - batteria
- Brian Stanley - basso
- Peter Wood - tastiera